# Feel Special
Feel Special è l'ottavo EP del gruppo musicale sudcoreano Twice, pubblicato il 23 settembre 2019 dalla JYP Entertainment.

## Tracce
1. Feel Special – 3:27 (testo: J.Y. Park "The Asiansoul" – musica: J.Y. Park "The Asiansoul", Ollipop, Hayley Aitken)
2. Rainbow – 2:58 (testo: Nayeon – musica: Alexander Karlsson (JeL), Alexej Viktorovitch (JeL), Mihaela Borislavova Marinova, Nikol Genadieva Kaneva)
3. Get Loud – 3:08 (testo: Jihyo, JQ – musica: Miro Markus, Ryan Jhun, Anna Timgren)
4. Trick It – 3:15 (testo: Dahyun, JQ – musica: Melanie Fontana, GG Ramirez, Jurek Reunamaki, 72)
5. Love Foolish – 3:12 (testo: Momo, Shim Eun-ji – musica: Shim Eun-ji, Versachoi, Louise Frick Sveen)
6. 21:29 – 3:49 (testo: Twice – musica: Lee Joo-hyoung (MonoTree), Sophia pae)
7. Breakthrough (Korean Ver.) – 3:37 (testo: Olivia Choi – musica: Jan Baars, Rajan Muse, Ronnie Icon)

## Classifiche

### Classifiche settimanali
| Classifica (2019) | Posizione massima |
| ----------------- | ----------------- |
| Corea del Sud     | 1                 |
| Giappone          | 3                 |
| Scozia            | 66                |
| Spagna            | 47                |

### Classifiche di fine anno
| Classifica (2019) | Posizione |
| ----------------- | --------- |
| Corea del Sud     | 10        |
| Giappone          | 50        |
| Classifica (2020) | Posizione |
| Corea del Sud     | 73        |